# Trigonomma foliatum
Trigonomma foliatum är en tvåvingeart som först beskrevs av Becker 1912.  Trigonomma foliatum ingår i släktet Trigonomma och familjen fritflugor. Inga underarter finns listade i Catalogue of Life.